# Коряково (Калужская область)
Коряково — деревня в Боровском районе Калужской области России. Входит в состав муниципального образования сельское поселение Село Ворсино.

## География
Находится на северо-востоке Калужской области, вблизи границы с Московской областью. Через деревню протекает река — Вотка. Коряково находится на шлейфе розы-ветров.

## Население
| 2002 | 2010 |
| ---- | ---- |
| 333  | ↗434 |

## История
Дата основания: не позже 1859 года, находилась в Боровском уезде Калужской губернии. В деревне была Старообрядческая моленная, упоминаемая с 1859 по 1917.
У (150 метров) Коряково с 1936 по 1990 годы, располагалась Воинская часть включающая в себя: стрельбище, место штаба, котельная, плац, столовая, 2-х этажная казарма, склад, магазин. Военный городок носил название Боровск-2, и только в 2012 году городок был прикреплен к Коряково. Воинская часть была расформирована. Название Боровск-2 исчезло, но в паспортах граждан запись ещё сохранилась.
В 600 метрах находилась бывшая стартовая позиция ПВО, бункер центра радионаведения (радио технический центр) позиции С-25 «Глашино». На 2017 год — все разграблено.
Вблизи деревни есть проезд под железной дорогой (320 м).
В деревне 100 домов.
Кладбище от деревни (400 м) и часовня Антонины Никейской.

## Экономика
В деревне располагается площадка компании «ДорТехноИнвест».
В деревне в 2012 году открыт завод по производству технического текстиля компании «Porcher Industries».
Производство косметики «IQ cosmetics».

## Достопримечательности
Мемориал памяти воинской славы.